# Dizel Penza
Le Dizel Penza est un club de hockey sur glace de Penza en Russie. Il évolue dans la VHL, le second échelon russe.

## Historique
Le club est créé en 1955 sous le nom de Bourevestnik Penza. En 1963, il est renommé Dizelist Penza. En 2002, il prend le nom de Dizel Penza.

## Palmarès
- Vainqueur de la Vyschaïa Liga : 1963, 1974.